# Klaus Ohlmann

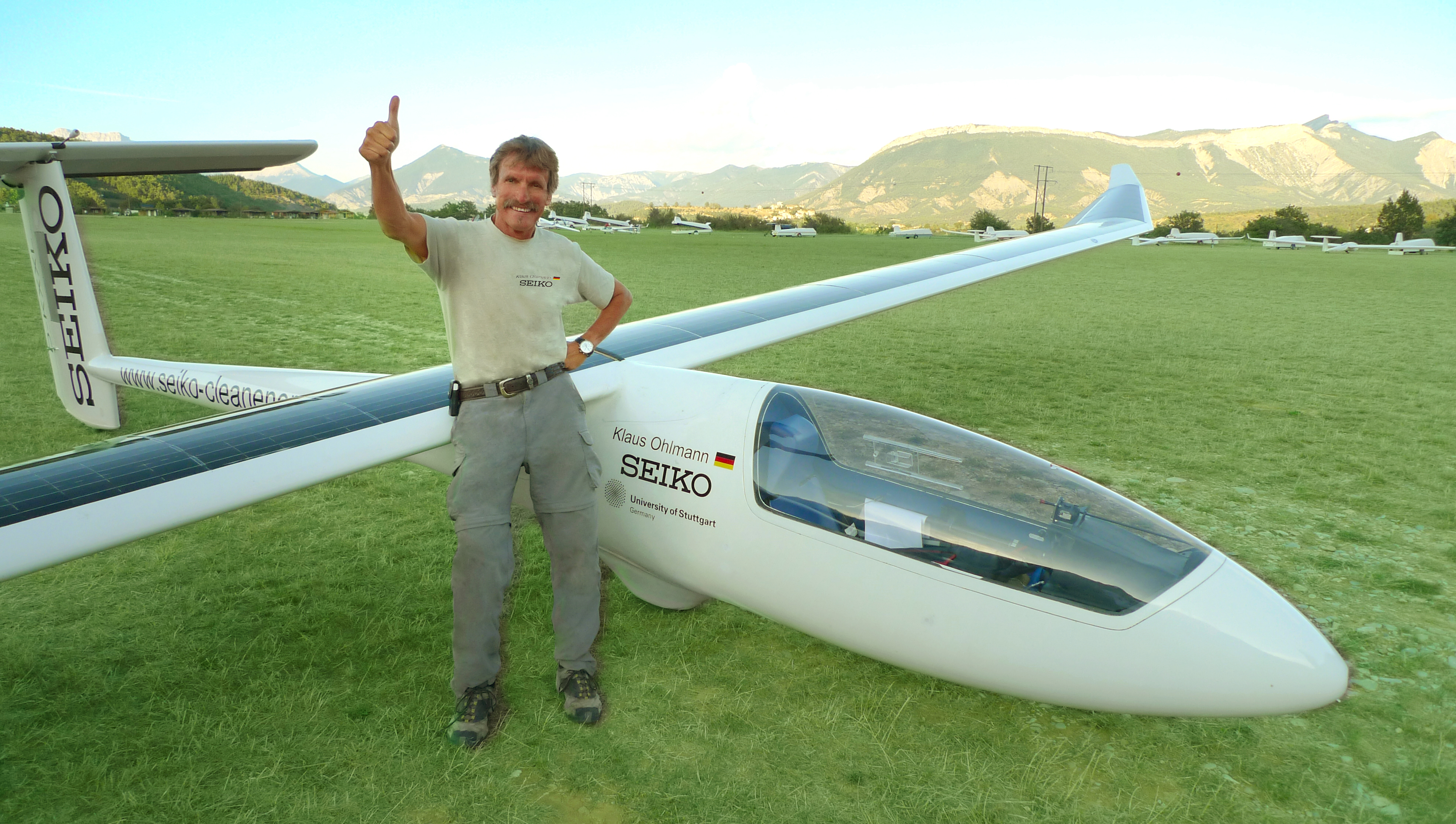
Klaus Ohlmann en 2010.

Klaus Ohlmann, né le 29 juin 1952 à Neustadt an der Aisch, est un pilote de planeur allemand qui a établi de nombreux records en vol à voile, dont celui de distance libre avec 3 008 km en Argentine en 2003. Sa spécialité est le vol d'onde. Il a créé à Serres, dans les Alpes du Sud françaises, un centre de vol à voile nommé Quo Vadis, connu pour ses vols guidés.
Le 1er février 2014, il atteint le sommet de l'Everest avec son planeur, réalisant une première mondiale,,. Un reportage sur cette performance a été diffusé dans le Journal de 20 h de France 2, le 26 mars 2014.